# Tang Xianzong
Tang Xianzong (kinesiska: 唐宪宗, Táng Xiànzōng), född 778, död 820, var den kinesiska Tangdynastina tolfte kejsare och regerade år 805 till 820. Hans personliga namn var Li Chun (kinesiska: 李纯, Lǐ Chún). Kejsare Xianzong var den sista ambitiösa kejsaren under Tangdynastins pågående förfall. Mellan år 806 och 819 genomförde kejsare Xianzong sju militära kampanjer mot rebellgrupper som krävde självständighet, varav han lyckades besegra alla utom två. Kejsare Xianzongs efterträdare hade inte kapacitet att behålla en stark central makt, så från slutet av kejsare Xianzongs regeringstid tappades maken successivt tills dynastin slutligen föll år 907.